# Глаголски прилог садашњи
Глаголски прилог садашњи је прост и неличан глаголски облик који означава радњу која се врши истовремено или паралелно са радњом коју одређује. У реченици је обично прилошка одредба за начин. Гради се само од несвршених глагола. Добија се од 3. лица множине презента и наставка -ћи у инфинитиву. 

## Примери
| Инфинитив                 | Треће лице множине презента | Глаголски прилог садашњи                     |
| ------------------------- | --------------------------- | -------------------------------------------- |
| Цртати                    | Цртају                      | Цртајући                                     |
| Носити                    | Носе                        | Носећи                                       |
| Ићи (-ћи је у инфинитиву) | Иду                         | Идући (-ћи је у глаголском прилогу садашњем) |

Погрешни облици овог прилога долазе као последица непознавања његовог грађења. Често се чује да неко каже махајући, уместо машући, дихајући, уместо дишући, викајући уместо вичући и тако даље.